# Sonido Muchacho
Sonido Muchacho es un sello discográfico independiente español fundado en 2014.

## Historia
El sello fue fundado en 2014 por el músico Luis Fernández, miembro de bandas alternativas como Los Punsetes y Juventud Juché, y Hugo Fernández. La empresa se concibió no solo como compañía discográfica, sino también como agencia de representación para artistas emergentes de la escena musical española que no tenían cabida en otros sellos.
A lo largo de su trayectoria, Sonido Muchacho se ha especializado en la escena alternativa española. Ha editado los trabajos de grupos como Carolina Durante, Cariño, Depresión Sonora, Kokoshca, La Bien Querida y Mujeres entre otros. Además se ha encargado de la representación y contratación de artistas como Sen Senra, Judeline, Hinds y Natalia Lacunza.
En 2023, Luis Fernández dejó la dirección del sello y cedió la gestión a su equipo. Un año después fue nombrado codirector de Universal Music Spain junto con Alicia Arauzo.